# ソードダンサー (競走馬)
ソードダンサー（Sword Dancer、1956年 - 1984年）はアメリカの競走馬。父サングローと母ハイランドフライングの間に生まれた栗毛の牡のサラブレッドである。非常に小さく貧弱な馬体の持ち主だったが、1959年にアメリカ年度代表馬になるなど活躍した。種牡馬としても成功。名前は「剣の舞」の意。

## 経歴
2歳の早い時期から走るも、最初は全く勝てず初勝利には8戦を要している。この年の後半から活躍し、ステークス競走はメイフラワーステークスを勝ったのみではあったが、ガーデンステートステークスの3着が評価されてこの年の2歳ランキング5位にランクされた。その後はケンタッキーダービーで人気薄ながらもトミーリーとの接戦で2着に粘り、続くプリークネスステークスもロイヤルオービットの2着に入った。現在とは違ってベルモントステークスとの間に1ヶ月の間があったので、メトロポリタンハンデキャップに出走し古馬を相手に初重賞制覇を達成。勢い駆って出走したベルモントステークスではバグダッドを競り落として三冠最終戦を制した。この年はブルックリンハンデキャップで2着に敗れた他は無敗で進み、トラヴァーズステークスに優勝し、ウッドワードステークス、ジョッキークラブゴールドカップで続けてラウンドテーブルを下すと、米最優秀3歳牡馬、米年度代表馬に選出された。
翌年はウッドワードステークス、サバーバンハンデキャップをレコードで制すなど活躍したが、マンノウォーステークス3着の後故障を発生し引退。種牡馬入り。産駒には、ダマスカス、レディピットの2頭の名馬がいる。10歳の時にフランスに輸出されてからは活躍馬を出せなかったが、28歳まで生きた。

## 表彰
- 1975年 - サラトガ競馬場に、ソードダンサーの名を冠したソードダンサーインビテーショナルハンデキャップが創設される。
- 1977年 - アメリカ競馬名誉の殿堂博物館に殿堂馬として選定される。
- 1999年 - ブラッド・ホース誌の選ぶ20世紀のアメリカ名馬100選において53位に選ばれる。

## 血統表
| ソードダンサーの血統テディ系・1号族(1-o) / Fair Play4×5=9.38% | ソードダンサーの血統テディ系・1号族(1-o) / Fair Play4×5=9.38% | ソードダンサーの血統テディ系・1号族(1-o) / Fair Play4×5=9.38% | （血統表の出典） | （血統表の出典） |
| 父 Sunglow 1947 栗毛                                          | 父の父Sun Again 1939 栗毛                                     | Sun Teddy                                                     | Teddy            | Teddy            |
| 父 Sunglow 1947 栗毛                                          | 父の父Sun Again 1939 栗毛                                     | Sun Teddy                                                     | Sunmelia         |                  |
| 父 Sunglow 1947 栗毛                                          | 父の父Sun Again 1939 栗毛                                     | Hug Again                                                     | Stimulus         | Stimulus         |
| 父 Sunglow 1947 栗毛                                          | 父の父Sun Again 1939 栗毛                                     | Hug Again                                                     | Affection        |                  |
| 父 Sunglow 1947 栗毛                                          | 父の母Rosern 1927 栗毛                                        | Mad Hatter                                                    | Fair Play        | Fair Play        |
| 父 Sunglow 1947 栗毛                                          | 父の母Rosern 1927 栗毛                                        | Mad Hatter                                                    | Madcap           |                  |
| 父 Sunglow 1947 栗毛                                          | 父の母Rosern 1927 栗毛                                        | Rosedrop                                                      | St.Frusquin      | St.Frusquin      |
| 父 Sunglow 1947 栗毛                                          | 父の母Rosern 1927 栗毛                                        | Rosedrop                                                      | Rosaline         |                  |
| 母 Highland Fling 1950 黒鹿毛                                 | 母の父By Jimminy 1941 黒鹿毛                                  | Pharamond                                                     | Phalaris         | Phalaris         |
| 母 Highland Fling 1950 黒鹿毛                                 | 母の父By Jimminy 1941 黒鹿毛                                  | Pharamond                                                     | Selene           |                  |
| 母 Highland Fling 1950 黒鹿毛                                 | 母の父By Jimminy 1941 黒鹿毛                                  | Buginarug                                                     | Blue Larkspur    | Blue Larkspur    |
| 母 Highland Fling 1950 黒鹿毛                                 | 母の父By Jimminy 1941 黒鹿毛                                  | Buginarug                                                     | Breakfast Bell   |                  |
| 母 Highland Fling 1950 黒鹿毛                                 | 母の母Swing Time 1935 栗毛                                    | Royal Minstrel                                                | Tetratema        | Tetratema        |
| 母 Highland Fling 1950 黒鹿毛                                 | 母の母Swing Time 1935 栗毛                                    | Royal Minstrel                                                | Harpsichord      |                  |
| 母 Highland Fling 1950 黒鹿毛                                 | 母の母Swing Time 1935 栗毛                                    | Speed Boat                                                    | Man o'War        | Man o'War        |
| 母 Highland Fling 1950 黒鹿毛                                 | 母の母Swing Time 1935 栗毛                                    | Speed Boat                                                    | Friar's Carse    |                  |